# Karontakasenvaara
Karontakasenvaara är en kulle i Finland. Den ligger i Enontekis i landskapet Lappland, i den norra delen av landet, 900 km norr om huvudstaden Helsingfors. Toppen på Karontakasenvaara är 351 meter över havet.
Terrängen runt Karontakasenvaara är platt.  Trakten runt Karontakasenvaara är nära nog obefolkad, med mindre än två invånare per kvadratkilometer. Närmaste större samhälle är Enontekis, 11,7 km sydväst om Karontakasenvaara. 